# Liščí vrch (Ralská pahorkatina)
Liščí vrch (321 m n. m.) je vrch v okrese Česká Lípa Libereckého kraje. Leží asi 2 km jihozápadně od města Mimoň na katastrálním území vsi Boreček.

## Geomorfologické zařazení
Vrch náleží do celku Ralská pahorkatina, podcelku Zákupská pahorkatina, okrsku Cvikovská pahorkatina, podokrsku Brnišťská vrchovina a Bohatické části.

## Přístup
Automobilem se dá nejblíže přijet do osady Slovany severně od vrchu. Odtud vede červená turistická značka a obchází vrch ze západu. K vrchu vedou i jiné lesní cesty, ale žádná až na vrchol.